# Dietrich Schirmann
Dietrich Schirmann (* 1967/1968) ist ein ehemaliger deutscher Tennisspieler.

## Werdegang
Schirmann spielte zunächst bei Turbine Neuruppin. Als Spieler des Vereins Motor Mitte Magdeburg gewann er 1986 im Einzel sowie im gemischten Doppel und 1989 im Doppel die Tennis-Meisterschaft der DDR. Mit Magdeburg wurde Schirmann an der Seite von Thomas Emmrich auch DDR-Mannschaftsmeister. Im Juli 1986 gewann Schirmann das Erfurter Tennis-Turnier.
Schirmann wechselte Anfang Dezember 1989, kurz nach der Öffnung der innerdeutschen Grenze zum bundesdeutschen Regionalligisten Tennisgemeinschaft Bochum 1949, im Jahr 1990 wurde er gemeinsam mit Gunter Wehnert Westfalenmeister im Doppel. Später spielte er für den TC Vaduz in Liechtenstein.